# Saint-Didier-sur-Chalaronne
Saint-Didier-sur-Chalaronne es una comuna francesa del departamento de Ain, en la región de Auvernia-Ródano-Alpes.

## Demografía
| 1 630 | 1 665 | 1 752 | 1 968 | 2 065 | 2 259 | 2 577 | 2 783 |
| Para los censos de 1962 a 1999 la población legal corresponde a la población sin duplicidades (Fuente: INSEE [Consultar]) |       |       |       |       |       |       |       |

Forma parte de la aglomeración urbana de Thoissey. Se da la circunstancia peculiar de que su población es mayor que la de la propia Thoissey.

## Lugares y monumentos
- Iglesia románica de Saint-Didier, con 3 ábsides, reconstruida en los siglo XVII y XIX.
- Poypes (motas fortificadas) de Mérège y de Mizériat.
- Castillos de Challes y de Vanans.
- Lavaderos en los Echudes y en el Romaneins.
- Colmenar hexagonal (siglo XIX).
- Molino antiguo.